# Giro di Danimarca 2002
Il Giro di Danimarca 2002, dodicesima edizione della corsa, si svolse dal 13 al 17 agosto 2002 su un percorso di 860 km ripartiti in 6 tappe, con partenza da Ribe e arrivo a Frederiksberg. Fu vinto dal danese Jakob Piil della CSC-Tiscali davanti al norvegese Kurt Asle Arvesen e all'ungherese László Bodrogi.

## Tappe
| Tappa  | Data      | Percorso                                    | km  | Vincitore di tappa | Leader cl. generale |
| ------ | --------- | ------------------------------------------- | --- | ------------------ | ------------------- |
| 1ª     | 13 agosto | Ribe > Sønderborg                           | 180 | Jakob Piil         | Jakob Piil          |
| 2ª     | 14 agosto | Aabenraa > Aarhus                           | 219 | Stefan van Dijk    | Jakob Piil          |
| 3ª     | 15 agosto | Aarhus > Vejle                              | 183 | Kurt Asle Arvesen  | Jakob Piil          |
| 4ª     | 16 agosto | Fredericia > Odense                         | 98  | Elio Aggiano       | Jakob Piil          |
| 5ª     | 16 agosto | Kerteminde > Kerteminde (cron. individuale) | 16  | László Bodrogi     | Jakob Piil          |
| 6ª     | 17 agosto | Slagelse > Frederiksberg                    | 164 | Olaf Pollack       | Jakob Piil          |
| Totale | Totale    | Totale                                      | 860 |                    |                     |

## Dettagli delle tappe

### 1ª tappa
- 13 agosto: Ribe > Sønderborg – 180 km

| Pos. | Corridore        | Squadra         | Tempo    |
| ---- | ---------------- | --------------- | -------- |
| 1    | Jakob Piil       | CSC-Tiscali     | 3h57'09" |
| 2    | Steven de Jongh  | Rabobank        | a 1'06"  |
| 3    | Michel Vanhaecke | Landbouwkrediet | s.t.     |

| Pos. | Corridore        | Squadra         | Tempo    |
| ---- | ---------------- | --------------- | -------- |
| 1    | Jakob Piil       | CSC-Tiscali     | 3h56'59" |
| 2    | Steven de Jongh  | Rabobank        | a 1'10"  |
| 3    | Michel Vanhaecke | Landbouwkrediet | a 1'12"  |

### 2ª tappa
- 14 agosto: Aabenraa > Aarhus – 219 km

| Pos. | Corridore       | Squadra      | Tempo    |
| ---- | --------------- | ------------ | -------- |
| 1    | Stefan van Dijk | Lotto-Adecco | 5h23'15" |
| 2    | Jaan Kirsipuu   | AG2R         | s.t.     |
| 3    | Danilo Hondo    | Telekom      | s.t.     |

| Pos. | Corridore       | Squadra      | Tempo    |
| ---- | --------------- | ------------ | -------- |
| 1    | Jakob Piil      | CSC-Tiscali  | 9h20'14" |
| 2    | Stefan van Dijk | Lotto-Adecco | a 1'06"  |
| 3    | Steven de Jongh | Rabobank     | a 1'10"  |

### 3ª tappa
- 15 agosto: Aarhus > Vejle – 183 km

| Pos. | Corridore         | Squadra     | Tempo    |
| ---- | ----------------- | ----------- | -------- |
| 1    | Kurt Asle Arvesen | EDS-Fakta   | 4h05'42" |
| 2    | Jakob Piil        | CSC-Tiscali | s.t.     |
| 3    | Emmanuel Magnien  | Bonjour     | a 1'03"  |

| Pos. | Corridore         | Squadra      | Tempo     |
| ---- | ----------------- | ------------ | --------- |
| 1    | Jakob Piil        | CSC-Tiscali  | 13h25'47" |
| 2    | Kurt Asle Arvesen | EDS-Fakta    | a 1'15"   |
| 3    | Stefan van Dijk   | Lotto-Adecco | a 2'18"   |

### 4ª tappa
- 16 agosto: Fredericia > Odense – 98 km

| Pos. | Corridore    | Squadra      | Tempo    |
| ---- | ------------ | ------------ | -------- |
| 1    | Elio Aggiano | Mapei        | 2h06'54" |
| 2    | Olaf Pollack | Gerolsteiner | a 5"     |
| 3    | Danilo Hondo | Telekom      | s.t.     |

| Pos. | Corridore         | Squadra      | Tempo     |
| ---- | ----------------- | ------------ | --------- |
| 1    | Jakob Piil        | CSC-Tiscali  | 15h32'46" |
| 2    | Kurt Asle Arvesen | EDS-Fakta    | a 1'15"   |
| 3    | Stefan van Dijk   | Lotto-Adecco | a 2'18"   |

### 5ª tappa
- 16 agosto: Kerteminde > Kerteminde (cron. individuale) – 16 km

| Pos. | Corridore      | Squadra     | Tempo  |
| ---- | -------------- | ----------- | ------ |
| 1    | László Bodrogi | Mapei       | 19'13" |
| 2    | Tyler Hamilton | CSC-Tiscali | a 1"   |
| 3    | Jaan Kirsipuu  | AG2R        | a 14"  |

| Pos. | Corridore         | Squadra     | Tempo     |
| ---- | ----------------- | ----------- | --------- |
| 1    | Jakob Piil        | CSC-Tiscali | 15h52'42" |
| 2    | Kurt Asle Arvesen | EDS-Fakta   | a 1'12"   |
| 3    | László Bodrogi    | Mapei       | a 1'45"   |

### 6ª tappa
- 17 agosto: Slagelse > Frederiksberg – 164 km

| Pos. | Corridore       | Squadra      | Tempo    |
| ---- | --------------- | ------------ | -------- |
| 1    | Olaf Pollack    | Gerolsteiner | 3h43'36" |
| 2    | Sven Teutenberg | Phonak       | s.t.     |
| 3    | Stefan van Dijk | Lotto-Adecco | s.t.     |

| Pos. | Corridore         | Squadra     | Tempo     |
| ---- | ----------------- | ----------- | --------- |
| 1    | Jakob Piil        | CSC-Tiscali | 19h36'18" |
| 2    | Kurt Asle Arvesen | EDS-Fakta   | a 1'12"   |
| 3    | László Bodrogi    | Mapei       | a 1'45"   |

## Classifiche finali

### Classifica generale
| Pos. | Corridore         | Squadra          | Tempo     |
| ---- | ----------------- | ---------------- | --------- |
| 1    | Jakob Piil        | CSC-Tiscali      | 19h36'18" |
| 2    | Kurt Asle Arvesen | EDS-Fakta        | a 1'12"   |
| 3    | László Bodrogi    | Mapei-Quick Step | a 1'45"   |
| 4    | Tyler Hamilton    | CSC-Tiscali      | s.t.      |
| 5    | Olaf Pollack      | Gerolsteiner     | a 1'49"   |
| 6    | Jaan Kirsipuu     | Ag2r Prévoyance  | a 1'53"   |
| 7    | Robert Bartko     | Team Telekom     | a 2'00"   |
| 8    | René Haselbacher  | Gerolsteiner     | a 2'07"   |
| 9    | Sylvain Chavanel  | Bonjour          | a 2'28"   |
| 10   | Frank Høj         | Team Coast       | a 2'37"   |